# Hemieuxoa interrupta
Hemieuxoa interrupta là một loài bướm đêm trong họ Noctuidae.